# Дневная доза солнечного света
«Дневная доза солнечного света» (кор. 정신병동에도 아침이 와요) — южнокорейский телесериал режиссёра Ли Джэ Гю, основанный на одноимённом вебтуне авторства Ли Ра Ха, бывшей медсестры, в котором рассказывается о реальном жизненном опыте автора, и распространяемый на Kakao Webtoon. В главных ролях: Пак Поён, Ён У Джин, Чан Дон Юн и Ли Джон Ын. Релиз состоялся на Netflix 3 ноября 2023 года.

## Синопсис
В центре сюжета сериала — Чон Да Ын, квалифицированная медсестра отделения психиатрии университетской больницы Мёншин, и её взаимодействие с пациентами, находящимися под её опекой.

## Актёрский состав

### Главная роль
- Пак Поён — Чон Да Ын: медсестра третьего курса, которую перевели из отделения общей медицины в психиатрическое отделение[7].
- Ён У Джин[англ.] — Дон Го Юн: проктолог с непредсказуемым характером[7].
- Чан Дон Юн[англ.] — Сон Ю Чан: лучший друг Да Ын, который постоянно с ней спорит[7].
- Ли Джон Ын[англ.] — Сон Хё Син: старшая медсестра психиатрического отделения[7].

### Роль второго плана

#### Психиатрическое отделение
- Пак Чжи Ён — Хон Чжон Ран: однокурсница Да Ын по колледжу и медсестра психиатрического отделения[8].
- Чон Бэ Су[англ.] — Юн Ман Чхон: медбрат психиатрического отделения[9].
- Ли И Дам[англ.] — Мин Дель Ре: медсестра психиатрического отделения[10].
- Ли Сан Хи[англ.] — Пак Су Ён: медсестра психиатрического отделения[11].
- Ю Ин Су[англ.] — Чжи Сын Чжэ: студент-стажер, страдающий паническим расстройством[12].
- Чан Рюль — Хван Ё Хван: друг Да Ын и Ю Чан, психиатр в психиатрическом отделении[13].
- Ким Чон Тэ — Им Хёк Су: психиатр в психиатрическом отделении.
- Гон Сун Ха — Ча Мин Со: психиатр в психиатрическом отделении[14].
- Им  Джэ Хёк[англ.] — Кон Чоль У: психиатр в психиатрическом отделении[15].

#### Пациенты
- Чон Ун Сон[англ.] — О Ри На: первая пациентка Да Ын с биполярным расстройством[9].
- Чо Даль Хван — Ким Сон Сик: пациент Да Ын с паническим расстройством[16].
- Ким Дэ Ган — Чхве Джун Ги: пациент, который теряет своего ребенка и жену и переживает трудные времена[17].
- Но Джэ Вон — Ким Со Ван: пациент Да Ын с биполярным расстройством.
- Ким Ё Джин[англ.] — Квон Джу Ён.
- Квон Хан Соль[англ.] — Чон Ха Рам.

#### Другие
- Пак Сонён[англ.] — старшая медсестра отделения общей медицины.
- Чжу Ин Ён[англ.] — медсестра Ли[18].
- Хван Ён Хи[англ.] — мать Да Ын.
- Ча Ми Гён[англ.] — мать О Ри Ны.
- Пак Хан Соль[англ.] — На Ра[19].
- Пак Чон Ён[англ.]* — Хе Вон[20].
- Ким Чжу А[англ.] — Пак Бён Ху.
- О Мин А[англ.] — мать Со Ван[21].
- Кон Мин Джон[англ.] — Хо Джи Ан: психиатр Да Ын в больнице Хаян[22].
- Хван  Джа Нын[23].

## Награды и номинации
| Награда                                  | Год  | Категория                             | Номинант                        | Результат | Ист.          |
| ---------------------------------------- | ---- | ------------------------------------- | ------------------------------- | --------- | ------------- |
| Asia Contents Awards & Global OTT Awards | 2024 | Креативность                          | Дневная доза солнечного света   | Номинация | [ 24 ] [ 25 ] |
| Asia Contents Awards & Global OTT Awards | 2024 | Лучшая актриса в главной роли         | Пак Поён                        | Номинация | [ 24 ] [ 25 ] |
| Премия «Пэксан»                          | 2024 | Лучший сериал                         | Дневная доза солнечного света   | Номинация | [ 26 ]        |
| Премия «Пэксан»                          | 2024 | Лучшая дебютная женская роль          | Ли И Дам                        | Номинация | [ 26 ]        |
| Премия «Пэксан»                          | 2024 | Лучший сценарий                       | Ли Нам Гю, О Бо Хен, Ким Да Хи. | Номинация | [ 26 ]        |
| Телепремия «Голубой дракон»              | 2024 | Лучший сериал                         | Дневная доза солнечного света   | Победа    | [ 27 ] [ 28 ] |
| Телепремия «Голубой дракон»              | 2024 | Лучшая женская роль                   | Пак Поён                        | Победа    | [ 27 ] [ 28 ] |
| Телепремия «Голубой дракон»              | 2024 | Лучший актёр-новичок                  | Но Джэ Вон                      | Номинация | [ 27 ] [ 28 ] |
| Cine21 Awards                            | 2023 | Актриса года — категория телесериалов | Пак Поён                        | Победа    | [ 29 ]        |

### Списки
| Издатель | Год  | Список                                         | Место   | Ист.   |
| -------- | ---- | ---------------------------------------------- | ------- | ------ |
| Time     | 2023 | 10 лучших корейских дорам 2023 года на Netflix | Включён | [ 30 ] |